# پادام پادام (ترانه)
«پادام پادام» (انگلیسی: Padam Padam) ترانه‌ای از خوانندهٔ استرالیایی کایلی مینوگ است که در ۱۸ مهٔ ۲۰۲۳ از طریق بی‌ام‌جی رایتز منیج‌منت و درنوت به‌عنوان تک‌آهنگ آغازین شانزدهمین آلبوم استودیویی‌اش تنش منتشر شد. خواننده-ترانه‌سرای نروژی اینا رولدسن این ترانه را به‌همراه تهیه‌کننده‌اش لاست‌بوی نوشت. «پادام پادام» ترانه‌ای دنس پاپ و سینث-پاپ با عناصر موسیقی الکترونیک و آوای اروپای شرقی است. عنوان آن نوعی نام‌آوا برای تپش قلب است و اشعار آن به موضوع برخورد جنسی می‌پردازد.
این ترانه از سوی منتقدان مورد تحسین قرار گرفت و بسیاری جذابیت و گوش‌ربایی آن را ستایش کردند. منتقدان همچنین آن را قطعه‌ای متمایز و برتر در آلبوم دانستند. این ترانه در شصت و ششمین مراسم جوایز گرمی برندۀ جایزهٔ بهترین ضبط دنس پاپ شد. «پادام پادام» در جدوال فروش بریتانیا و استرالیا به‌ترتیب در میان ده و بیست ترانهٔ برتر قرار گرفت و در هر دو کشور گواهی‌نامه دریافت کرد. همچنین در صدر جدول اسرائیل و صربستان بود، در کشورهای مختلف اروپایی به جایگاه ده‌تای برتر رسید و در چندین جدول ترکیبی در ایالات متحده و کانادا ظاهر شد.